# Цуруми, Ватару
Ватару Цуруми (яп. 鶴見 済 Цуруми Ватару, родился в 1964 году в Токио) — японский писатель.

## Биография
Ватару Цуруми родился в 1964 году в Токио. Выпускник филологического факультета университета Токио, специальность — социология.

## Книги
- «Полное руководство по самоубийству» (яп. 完全自殺マニュアル Кандзэн дзисацу манюару, июль 1993 года, издательство «Ота», ISBN 9784872331264)
- Сборник «Наше „Полное руководство по самоубийству“» (яп. ぼくたちの「完全自殺マニュアル」 Бокутати-но Кандзэн дзисацу манюару, февраль 1994 года, издательство «Ота», составитель, ISBN 9784872331530)
- «Фабрика с вялым производством» (яп. 無気力製造工場 Мукирёку сэйдзо: ко:дзё:, декабрь 1994 года, издательство «Ота», ISBN 9784872331929)
- «Руководство по перестройке личности» (яп. 人格改造マニュアル Дзинкаку кайдзо: манюару, ноябрь 1996 года, издательство «Ота», ISBN 9784872333091)
- «Танцы в клетке» (яп. 檻のなかのダンス Ори-но нака-но дансу, август 1998 года, издательство «Ота», ISBN 9784872334012)
- «Сила рейва» (яп. レイヴ力 — rave of life Рэйву рёку — rave of life, июль 2000 года, издательство «Тикумасёбо», в соавторстве с Сэйно Эйити, ISBN 9784480873255)
- «Манифест декапитализма» (яп. 脱資本主義宣言 Дасихонсюги сэнгэн, июнь 2012 года, издательство «Синтёся», ISBN 9784103324614)